# شهرستان تربونسکی
شهرستان تربونسکی (به لاتین: Terbunsky District) یک شهرستان در روسیه است که در استان لیپتسک واقع شده‌است.